# Горькое (озеро, Мирный сельский округ)
Горькое (каз. Горькое) — горько-солёное озеро в Жамбылском районе Северо-Казахстанской области Казахстана. Находится на границе Казанского и Мирного сельских округов в 9 км к северо-востоку от села Святодуховка, в 6 км к юго-западу от села Островка и в 1 км к востоку от села Матросово.
По данным топографической съёмки 1940-х годов, площадь поверхности озера составляет 6,7 км². Наибольшая длина озера — 3,4 км, наибольшая ширина — 2,4 км. Длина береговой линии составляет 9,4 км, развитие береговой линии — 1,02. Озеро расположено на высоте 143,2 м над уровнем моря.
Озеро входит в перечень рыбохозяйственных водоёмов местного значения.